# Cena nominalna akcji
Cena nominalna – cena, która ustalona jest w statucie spółki. Wartość nominalna jest wartością uwidocznioną na akcji.
Zgodnie z art. 308 § 2 kodeksu spółek handlowych wartość nominalna akcji nie może być niższa niż 1 grosz. W wersji pierwotnej tego przepisu wartość ta wynosiła 1 złoty.
Różnica pomiędzy ceną emisyjną a ceną nominalną zasila kapitał zapasowy spółki.